# Zafar Guliev
Zafar Guliev (n. 17 iunie 1972, Lənkəran, gubernia Baku⁠(d), Imperiul Rus) este un luptător ce a reprezentat Uniunea Republicilor Sovietice Socialiste, medaliat olimpic. A participat la o ediție a Jocurilor Olimpice (1996) în care a câștigat o medalie de bronz.

## Participări
Lista de mai jos prezintă principalele competiții la care a participat Zafar Guliev de-a lungul carierei.
- wrestling at the 1996 Summer Olympics – men's Greco-Roman light flyweight[*]